# Vejvrede
Vejvrede er vrede over andre trafikanters opførsel i trafikken, hvilket kan give sig udslag i trusler og vold.